# Colonia della corona britannica
La colonia della corona britannica (in inglese Crown colony), nota anche nel XVII secolo come colonia reale (in inglese: Royal colony), è stato un tipo di amministrazione coloniale del Regno di Gran Bretagna prima e dell'Impero britannico poi.
Le colonie della corona, o reali, erano amministrate da un governatore nominato dal monarca. Dalla metà del XIX secolo, il sovrano nominò i governatori reali su consiglio del Segretario di Stato per le Colonie. La prima "Colonia reale" (quelle che sarebbero poi diventate note come Colonie della corona) fu la Colonia della Virginia, negli attuali Stati Uniti, dopo che la Corona britannica ne assunse il controllo dalla Virginia Company nel 1624.
Fino alla metà del XIX secolo, l'espressione "colonia della corona" era soprattutto utilizzata per riferirsi a quelle colonie che erano state ottenute attraverso le guerre, come Trinidad e Tobago e la Guyana britannica, ma in seguito trovò diffusione più ampia, venendo applicato ad ogni colonia ad eccezione dell'India britannica e delle colonie di insediamento, come l'Alto e il Basso Canada, Terranova, il Nuovo Galles del Sud, il Queensland, l'Australia Meridionale, la Tasmania, Victoria, l'Australia Occidentale e la Nuova Zelanda, che sarebbero più tardi diventati i dominion britannici.
L'espressione continuò ad essere utilizzata fino al 1981, quando la nuova legge sulla nazionalità britannica (British Nationality Act) riclassificò le rimanenti colonie britanniche come "Dipendenze britanniche" ("British Dependent Territories"). Dal 2002 questi sono noti come "Territori britannici d'oltremare" ("British Overseas Territories").

## Tipi di colonie della corona
A partire dal 1918, esistettero tre tipi di colonie della corona, con diversi gradi di autonomia:
- Colonie della corona con consigli rappresentativi come le Bermuda, la Giamaica, Ceylon, la Columbia Britannica e le Figi, che avevano una o due camere legislative, composte da membri nominati dalla Corona e da alcuni rappresentanti eletti localmente.
- Colonie della corona con consigli nominati come l'Honduras britannico, la Sierra Leone, Grenada e Hong Kong, i cui consigli erano interamente composti da membri nominati dalla Corona, con alcuni membri nominati in rappresentazione della popolazione locale. Si segnala che Hong Kong è diventata una colonia della corona con consiglio rappresentativo in seguito all'introduzione di elezioni per il Consiglio legislativo di Hong Kong nel 1995.
- Colonie della corona amministrate direttamente da un Governatore come il Basutoland,[8] Gibilterra, Sant'Elena e Singapore, che erano la minor parte e avevano la minore autonomia.

## Lista delle colonie della corona

### Africa
| Colonia                                   | Dal  | Al   | Cambio di status                                                                                      |
| ----------------------------------------- | ---- | ---- | --- |
| Territorio di Basutoland                  | 1884 | 1964 | Diventa protettorato britannico nel 1964; successivamente diventa indipendente come Lesotho nel 1966. |
| Bechuanaland britannico                   | 1885 | 1895 | Annesso dalla Colonia del Capo nel 1895.                                                              |
| Mauritius                                 | 1903 | 1968 | Indipendenza                                                                                          |
| Colonia del Capo                          | 1806 | 1910 | Diventa parte dell'Unione Sudafricana nel 1910.                                                       |
| Gambia                                    | 1888 | 1965 | Diventa indipendente come Gambia                                                                      |
| Costa d'Oro                               | 1821 | 1957 | Diventa indipendente come Ghana                                                                       |
| Kenya                                     | 1920 | 1963 | Unita con il Protettorato del Kenya nel 1963 per formare il paese indipendente del Kenya.             |
| Colonia del Natal                         | 1843 | 1910 | Diventa parte dell'Unione Sudafricana nel 1910.                                                       |
| Nigeria                                   | 1814 | 1960 | Diventa indipendente come Nigeria.                                                                    |
| Rhodesia Meridionale                      | 1923 | 1980 | Diventa indipendente come Zimbabwe.                                                                   |
| Sierra Leone                              | 1808 | 1961 | Diventa indipendente come Sierra Leone.                                                               |
| Sant'Elena, Ascensione e Tristan da Cunha | 1834 | 1981 | Diventa Territori Britannici d'Oltremare.                                                             |

### America (senza le Caraibi)
| Colonia                                                   | Dal  | Al        | Cambio di status |
| --------------------------------------------------------- | ---- | --------- | --- |
| Provincia del Quebec                                      | 1763 | 1791      | È suddivisa tra Basso Canada e Alto Canada                                                                                                  |
| Basso Canada                                              | 1791 | 1841      | Riunito con l'Alto Canada per formare la Provincia del Canada, dopo la parentesi della Repubblica del Basso Canada (1838)                   |
| Alto Canada                                               | 1791 | 1841      | Riunito con il Basso Canada per formare la Provincia del Canada                                                                             |
| Provincia del Canada                                      | 1841 | 1867      | Diventa parte del Dominion del Canada (Provincia del Québec e dell'Ontario).                                                                |
| Colonia dell'Isola di Vancouver                           | 1848 | 1866      | Confluisce nella Colonia della Columbia britannica                                                                                          |
| Colonia della Columbia britannica                         | 1866 | 1871      | Diventa parte del Dominion del Canada (Provincia della Columbia Britannica).                                                                |
| Colonia di Terranova                                      | 1583 | 1907      | Diventa Dominion di Terranova, che nel 1949 diventa parte del Canada (Provincia di Terranova e Labrador)                                    |
| Colonia del Connecticut                                   | 1636 | 1776      | Diventa parte degli Stati Uniti d'America (Stato del Connecticut).                                                                          |
| Colonia del Delaware                                      | 1664 | 1776      | Diventa parte degli Stati Uniti d'America (Stato del Delaware).                                                                             |
| Colonia di Nuova Irlanda                                  | 1779 | 1783/1815 | Diventa parte degli Stati Uniti d'America (Stato del Maine).                                                                                |
| Colonia di Rhode Island e delle Piantagioni di Providence | 1636 | 1776      | Diventa parte degli Stati Uniti d'America (Stato del Rhode Island).                                                                         |
| Colonia della Virginia                                    | 1624 | 1776      | Diventa parte degli Stati Uniti d'America (Stato della Virginia).                                                                           |
| Provincia della Carolina del Nord                         | 1729 | 1776      | Diventa parte degli Stati Uniti d'America (Stato della Carolina del Nord).                                                                  |
| Provincia della Carolina del Sud                          | 1729 | 1776      | Diventa parte degli Stati Uniti d'America (Stato della Carolina del Sud).                                                                   |
| Provincia della Georgia                                   | 1732 | 1776      | Diventa parte degli Stati Uniti d'America (Stato della Georgia).                                                                            |
| Provincia del Maryland                                    | 1632 | 1776      | Diventa parte degli Stati Uniti d'America (Stato del Maryland).                                                                             |
| Provincia della Massachusetts Bay                         | 1692 | 1776      | Diventa parte degli Stati Uniti d'America (Stato del Massachusetts).                                                                        |
| Provincia del New Hampshire                               | 1692 | 1776      | Diventa parte degli Stati Uniti d'America (Stato del New Hampshire).                                                                        |
| Provincia del New Jersey                                  | 1702 | 1776      | Diventa parte degli Stati Uniti d'America (Stato del New Jersey).                                                                           |
| Provincia di New York                                     | 1691 | 1776      | Diventa parte degli Stati Uniti d'America (Stato di New York).                                                                              |
| Provincia di Pennsylvania                                 | 1681 | 1776      | Diventa parte degli Stati Uniti d'America (Stato della Pennsylvania).                                                                       |
| Florida orientale                                         | 1763 | 1783      | Nel 1783 è ceduta alla Spagna; nel 1822 diventa Territorio della Florida; nel 1845 parte degli Stati Uniti d'America (Stato della Florida). |
| Florida occidentale                                       | 1763 | 1783      | Nel 1783 è ceduta alla Spagna; poi diventa parte degli Stati Uniti d'America.                                                               |
| Guyana britannica                                         | 1831 | 1966      | Diventa indipendente (Guyana). |
| Honduras britannico (Belize, dal 1973)                    | 1884 | 1981      | Diventa un reame del Commonwealth (Belize).                                                                                                 |
| Isole Falkland                                            | 1841 | 1981      | Diventa Territori britannici d'oltremare.                                                                                                   |

### Asia
| Colonia                    | Dal  | Al   | Cambio di status |
| -------------------------- | ---- | ---- | --- |
| Colonia di Aden            | 1937 | 1963 | Diventa parte della Federazione dell'Arabia Meridionale nel 1963; successivamente diventa parte della Repubblica Democratica Popolare dello Yemen nel 1967. |
| Borneo del Nord            | 1946 | 1963 | Diventa parte della Malaysia nel 1963. |
| Colonia del Sarawak        | 1946 | 1963 | Diventa parte della Malaysia nel 1963. |
| Ceylon                     | 1815 | 1948 | Diventa indipendente come Ceylon nel 1948. |
| Colonia di Hong Kong       | 1841 | 1981 | Diventa dipendenza britannica nel 1981; successivamente viene ceduta alla Cina nel 1997.                                                                    |
| Ceylon britannico          | 1824 | 1948 | Diventa Dominion di Ceylon |
| Colonia di Labuan          | 1846 | 1890 | |
| Colonia di Singapore       | 1946 | 1963 | |
| Stabilimenti dello Stretto | 1786 | 1946 | |

### Caraibi
| Colonia                          | Dal  | Al   | Cambio di status |
| -------------------------------- | ---- | ---- | --- |
| Antigua                          | 1663 | 1981 | Uno dei West Indies Associated States nel 1967, diventa indipendente come Antigua e Barbuda nel 1981.                                                        |
| Anguilla                         | 1980 | 1981 | Separata da Saint Christopher-Nevis-Anguilla diventa dipendenza britannica nel 1981.                                                                         |
| Bahamas                          | 1718 | 1973 | Diventa un reame del Commonwealth, indipendente dal Regno Unito il 10 luglio 1973                                                                            |
| Barbados                         | 1663 | 1966 | Diventa indipendente nel 1966 |
| Bermuda                          | 1684 | 1981 | Diventa Territori britannici d'oltremare. |
| Dominica                         |      | 1978 | Uno dei West Indies Associated States nel 1967, diventa indipendente come Antigua e Barbuda nel 1978.                                                        |
| Colonia della Giamaica           | 1865 | 1962 | Diventa un reame del Commonwealth (Giamaica). |
| Isole Cayman                     | 1962 | 1981 | Diventa Territori britannici d'oltremare. |
| Grenada                          | 1663 | 1974 | Uno dei West Indies Associated States nel 1967, diventa indipendente nel 1974.                                                                               |
| Montserrat                       |      |      | Diventa Territori britannici d'oltremare. |
| Saint Christopher-Nevis-Anguilla | 1980 | 1981 | Si suddivide tra Saint Kitts e Nevis (reame del Commonwealth) e Anguilla (Territori britannici d'oltremare, dopo la parentesi della Repubblica di Anguilla). |
| Saint Lucia                      | 1663 | 1979 | Uno dei West Indies Associated States nel 1967, diventa indipendente nel 1979.                                                                               |
| Saint Vincent                    | 1663 | 1979 | Uno dei West Indies Associated States nel 1967, diventa indipendente come Saint Vincent e Grenadine nel 1979.                                                |
| Trinidad e Tobago                | 1888 | 1962 | Entra a far parte del Commonwealth delle Nazioni |
| Tobago                           | 1877 | 1883 | Diventa parte di Trinidad e Tobago nel 1889. |

### Europa
| Colonia             | Dal  | Al   | Cambio di status                          |
| ------------------- | ---- | ---- | ----------------------------------------- |
| Akrotiri e Dhekelia | 1960 | 1982 | Diventa territorio dipendente britannico  |
| Cipro               | 1914 | 1960 | Diventa indipendente come Cipro nel 1960. |
| Colonia di Malta    | 1800 | 1964 | Diventa indipendente come Malta nel 1964. |

### Oceania
| Colonia                     | Dal  | Al   | Cambio di status                                                                                           |
| --------------------------- | ---- | ---- | --- |
| Nuovo Galles del Sud        | 1788 | 1901 | Diventa parte del Commonwealth dell'Australia nel 1901.                                                    |
| Queensland                  | 1824 | 1901 | Diventa parte del Commonwealth dell'Australia nel 1901.                                                    |
| Victoria                    | 1851 | 1901 | Diventa parte del Commonwealth dell'Australia nel 1901.                                                    |
| Australia Meridionale       | 1834 | 1901 | Diventa parte del Commonwealth dell'Australia nel 1901.                                                    |
| Australia Occidentale       | 1829 | 1901 | Diventa parte del Commonwealth dell'Australia nel 1901.                                                    |
| Colonia della Tasmania      | 1803 | 1901 | Diventa parte del Commonwealth dell'Australia nel 1901.                                                    |
| Territorio della Papuasia   | 1888 | 1902 | Diventa territorio esterno del Commonwealth dell'Australia nel 1902.                                       |
| Colonia della Nuova Zelanda | 1841 | 1907 | |
| Isole Gilbert ed Ellice     | 1916 | 1976 | Separazione delle colonie Isole Gilbert e Tuvalu prima della loro rispettiva indipendenza nel 1979 e 1978. |
| Isole Salomone britanniche  | 1953 | 1978 | Indipendenza (protettorato con governatore britannico)                                                     |
| Isola di Norfolk            | 1788 | 1914 | |
| Figi                        | 1874 | 1970 | Indipendenza                                                                                               |